# 黑海村 (敖德薩州)

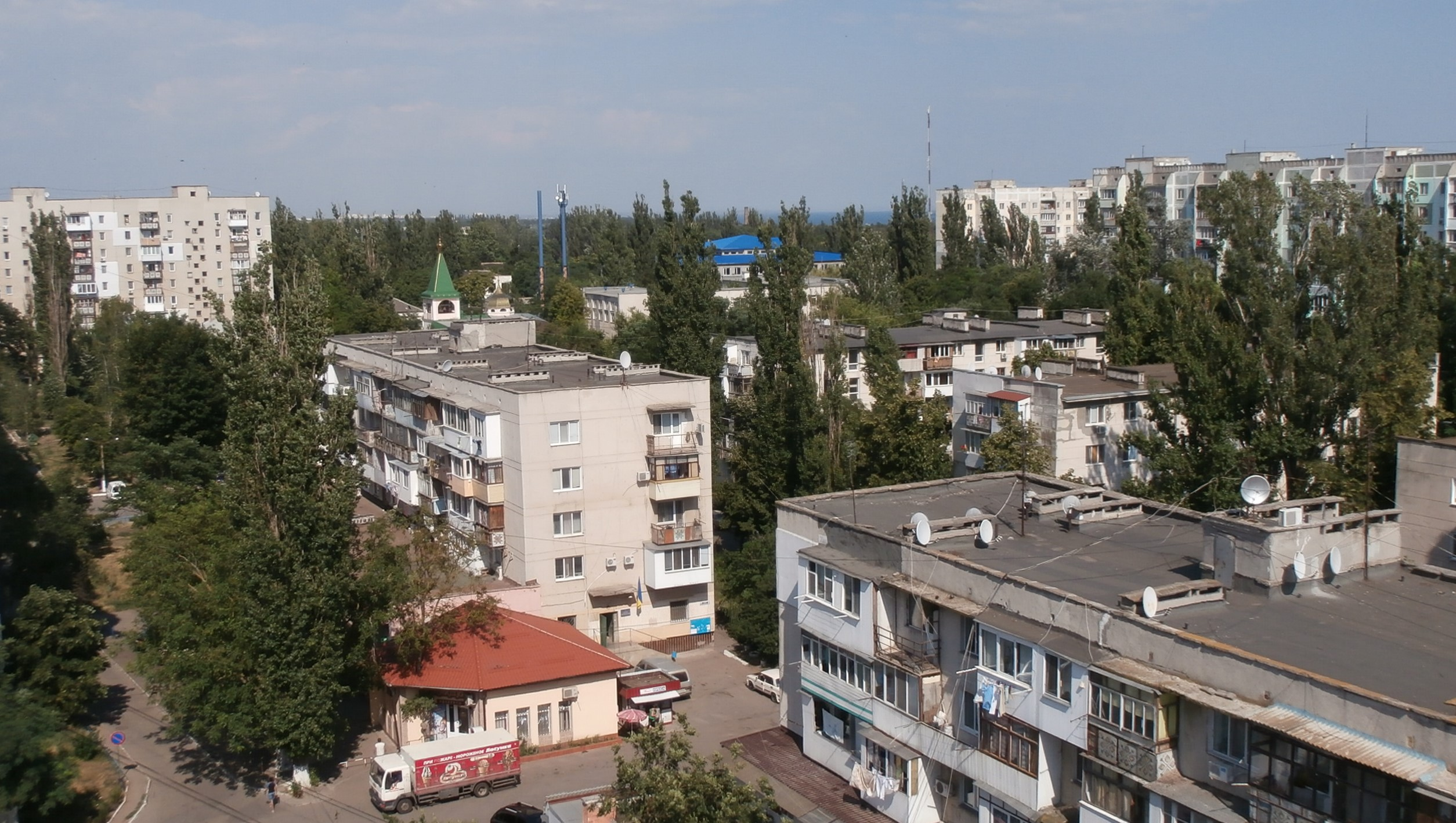
市容

黑海村（羅馬化：Chornomors'ke）是烏克蘭西南部敖德薩州敖德萨区黑海村市镇内的市級鎮及其行政中心。面積1.92平方公里，2011年人口6,771，人口密度每平方公里3,526.56人。